# Sminthopsis fuliginosus
Sminthopsis fuliginosus е вид бозайник от семейство Торбести мишки (Dasyuridae).

## Разпространение
Видът е разпространен в Австралия.